# Bernardino da Morcote
Bernardino Bortolini (più noto come Bernardino da Morcote o Bernardino da Udine) (Morcote, ... – Udine, dopo il 1542) è stato un architetto e scultore italiano.

## Biografia

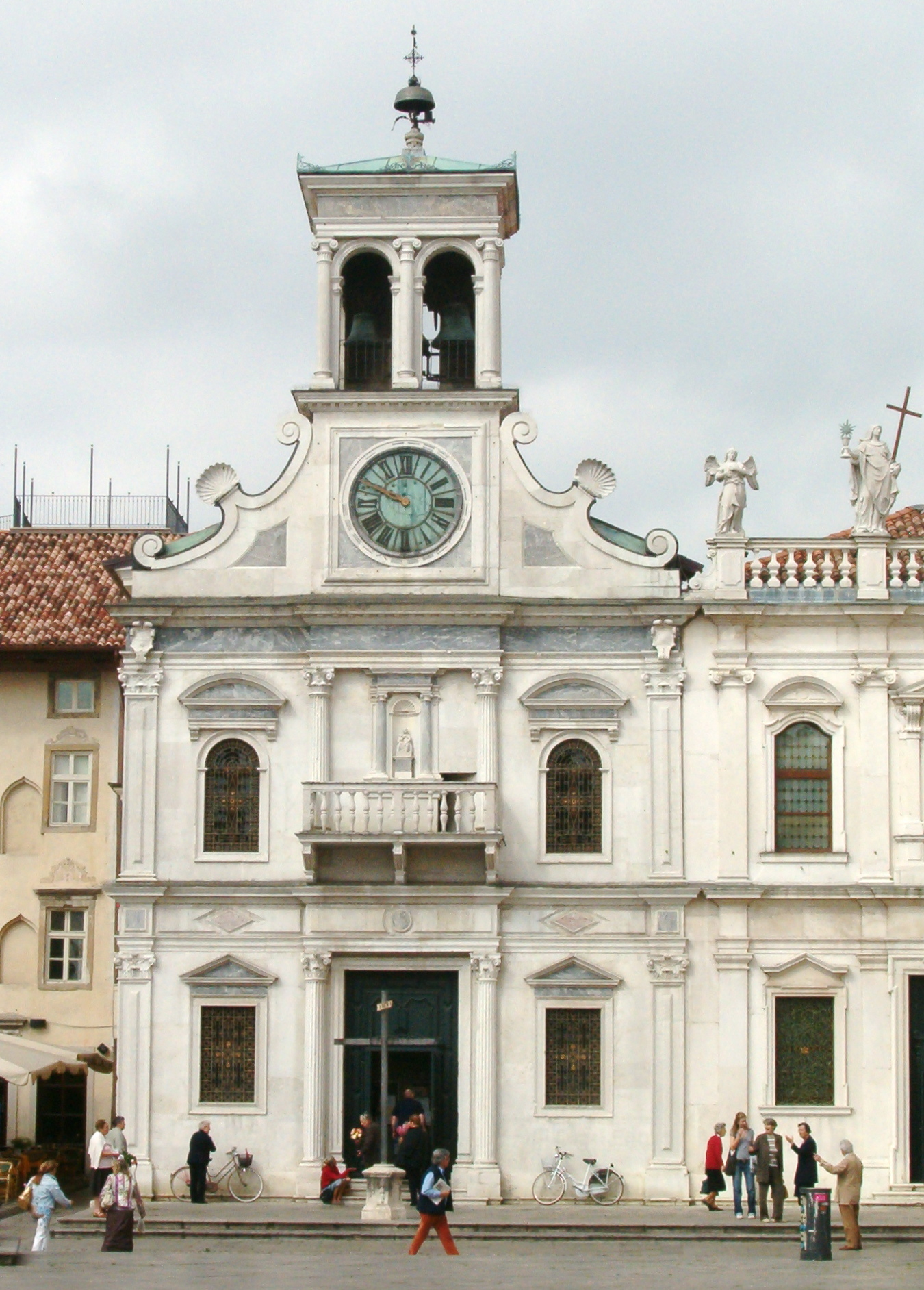
La facciata della chiesa di San Giacomo in Udine.

Di famiglia originaria di Morcote, allora villaggio della diocesi di Como ed ora in Svizzera, nel Canton Ticino, Bernardino fu attivo sia come scultore che come architetto in Udine, città che era stata pesantemente danneggiata dal terremoto del 1511.
La prima menzione risale al 1525, quando iniziò i lavori della facciata della chiesa di San Giacomo. Nel 1530 realizzò le decorazioni per l'altare della chiesa di San Pietro martire (ora perdute) e nel 1533 progettò e costruì l'altare dedicato alla Vergine e il Bambino con i santi Antonio e Michelino e il Padre Eterno nella chiesa di Sant'Antonio abate a Feletto, di cui restano alcuni frammenti.
Nel 1533 presentò il progetto per la sistemazione della piazza Contarena di Udine, con la costruzione di una nuova loggia (loggia di San Giovanni).